# 藤木実斎
藤木 実斎（ふじき じっさい）は江戸時代後期の佐渡奉行所地役人。田中葵園長男。漢詩に優れた。

## 経歴
文政7年（1824年）田中葵園の長男として生まれた。幼名は茂次郎。天保7年（1836年）6月渡辺友水・藤木福明に従い江戸に上り、田中屋に滞在し、昌平黌で林述斎・檉宇に学んだが、眼病を再発し、天保8年（1837年）2月帰郷した。
帰郷後、佐渡奉行所地方役、山方役、目付役を歴任し、学問所定役を兼ねる傍ら、西川容所・天野恥堂・天野養堂・丸岡南陔・甲賀達斎等を誘い、詩社を主宰した。天保14年（1843年）父葵園の詩集を編集し、弘化年間父の編集した『佐渡志』を完成させた。嘉永元年（1848年）の幕府による学問吟味では、林壮軒・筒井政憲・林復斎の審査により甲科と評価され、阿部正弘から金500疋を賜った。
晩年喜一郎と称し、秦観を慕って游と名乗り、自宅を小滄浪亭と号した。安政4年（1857年）病気のため閑職を要望し、赤泊番所定役となり、舟の積荷検査に従事した。安政6年（1859年）1月9日36歳で死去し、相川相雲寺に葬られた。

## 著書
- 「趨庭日抄」[1][10]
- 「趨庭余抄」[10]
- 「滄浪亭集」[1]
- 「滄浪先生雑鈔」[11]

## 親族
- 実父：田中葵園
- 実母：かつ（酒匂多左衛門娘）[12]
  - 義兄：田中千秋（秋太郎）[4]
  - 弟：田中千齢（小三郎）[4]
  - 妹：繁子（志津[13]、植野祐之助妻、天保9年（1838年） - 安政6年（1859年）[14]）
- 養父：藤木武助福明[3]（稽古）[1]